# باله‌شکافته دم‌قرمز
باله‌شکافته دم‌قرمز (Xenotoca eiseni) یک ماهی از خانواده ماهیان باله‌شکافته و زیر خانواده Goodeinae است . مانند سایر اعضای این خانواده بومی مکزیک و یک ماهی زنده‌زا است. با این حال، سیستم جفت گیری آن از چندین جهت با ماهی های زنده‌زای معمولی از خانواده رنگین ماهیان که شامل گوپی ها و دم شمشیری ها هستند، متفاوت است. با اینکه که هیچ گونه ای از خانواده یک ماهی آکواریومی بسیار محبوب نیست، اما باله‌شکافته دم‌قرمز یکی از محبوب ترین آنهاست. تنها جنس نر دارای دمی قرمز-نارنجی است که دلیل نامگذاری این گونه شده است. نام خاص آن به افتخار گردآورنده این نوع ، گوستاو آیزن (1847-1940) است که متخصص بی مهرگان دریایی در آکادمی علوم کالیفرنیا در سانفرانسیسکو، کالیفرنیا بود. 